# Аніта Вахтер
Аніта Вахтер  (нім. Anita Wachter, нар. 12 лютого 1967) — австрійська гірськолижниця, олімпійська чемпіонка.

## Виступи на Олімпіадах
| Олімпіада        | Дисципліна              | Місце  |
| ---------------- | ----------------------- | ------ |
| Калгарі 1988     | швидкісний спуск        | участь |
| Калгарі 1988     | супергігантський слалом | 5      |
| Калгарі 1988     | гігантський слалом      | 7      |
| Калгарі 1988     | слалом                  | участь |
| Калгарі 1988     | гірськолижна комбінація | 1      |
| Альбервіль 1992  | супергігантський слалом | 9      |
| Альбервіль 1992  | гігантський слалом      | 2T     |
| Альбервіль 1992  | гірськолижна комбінація | 2      |
| Ліллехаммер 1994 | супергігантський слалом | 9      |
| Ліллехаммер 1994 | гігантський слалом      | 4      |
| Ліллехаммер 1994 | слалом                  | участь |